# Phlogochroa albiguttata
Phlogochroa albiguttata là một loài bướm đêm trong họ Noctuidae.